# 임실읍
임실읍(任實邑)은 전북특별자치도 임실군의 군청 소재지다.

## 개요
섬진강 오원천의 지류 임실천 좌안에 발달한 가촌식 (街村式) 취락이다. 철도 전라선의 역이 있으며, 순천가도와 순창(淳昌)에 이르는 도로의 분기점이 되어 교통이 편리하다. 부근에서 생산되는 쌀, 콩, 보리, 면화, 꿀, 담배, 고치 등 농산물을 집산지이기도 하다.

## 행정 구역
- 갈마리
- 감성리
- 금성리
- 대곡리
- 두곡리
- 두만리
- 망전리
- 성가리
- 신안리
- 신정리
- 오정리
- 이도리
- 이인리
- 장재리
- 정월리
- 현곡리

## 교육
- 임실초등학교 (성가리)
- 임실서초등학교 (폐교) - 임실읍 신안2길 43-7 (신안리)
- 기림초등학교 (두곡리)
- 임실동중학교 (이도리)
- 임실고등학교 (이도리)

## 아파트
| 단지명               | 건설사         | 시행사       | 주소                  | 입주        | 비고     |
| -------------------- | -------------- | ------------ | --------------------- | ----------- | -------- |
| 임실 코아루 더베스트 | 대림종합건설㈜ | 한국토지신탁 | 호반로 12 (이도리)    | 2018년 7월  |          |
| 임실 이도주공        | 우진건설㈜     | 대한주택공사 | 운수로 33-17 (이도리) | 2006년 12월 | 국민임대 |

## 관광
명승고적으로 운암저수지, 성수산, 사선대, 의견비(義犬碑), 광명등(光明燈), 신흥사, 몽득사, 상이암, 백련사(白蓮寺) 등이 있다.